# 니시다 (일러스트레이터)
니시다(일본어: 西E田, にしだ, 1974년 7월 4일 ~ )는 일본의 일러스트레이터, 원화가이다. 지바현 출신이며 나가노현에서 자랐다. 도쿄조형대학 조형학부를 졸업하였고 도쿄도에 거주했다.

## 주요 작품
- DADDYFACE (표지·삽화 일러스트)
- 학교요괴기행 제8괴담모집중 (삽화 일러스트)
- PureMail (캐릭터 디자인·원화)
- 여동생으로 가자! (캐릭터 디자인·원화)
- TearMail (캐릭터 디자인·원화)
- ANA·유니폼 콜렉션 (식품완구/일러스트 디자이너)
- ANA·캐릭터 백「오토무 타비코」(캐릭터 디자이너)[1]

## 화집
- 『Dendrobium 니시다 화집』(코어매거진 발간)
- 西E田(니시다) 화집 Epidendrum 발간[2]

## 같이 보기
- 퓨어메일
- 여동생으로 가자!
- 티어 메일
- 오버플로우 (브랜드)